# Категоричний імператив
Категори́чний імперати́в — фундаментальний моральний принцип, сформульований філософом Іммануелем Кантом у 1785 році в книзі Grundlegung zur Metaphysik der Sitten («Підґрунтя для метафізики моралі»). Книга є одним із головних творів етики. Категоричний імператив є центральним принципом моральної філософії Іммануеля Канта, а також сучасної деонтологічної етики, яку інакше називають моральним законом. Його можна визначити як стандарт раціональності, з якого випливають усі моральні вимоги. Це засадничий принцип етики та керівний принцип для людських вчинків у значенні, чи можуть максими, виведені з них, виступати всезагальним законом, а також набувати значення експертного висновку щодо цінності людини через опозицію: людина — ціль чи людина — засіб для досягнення мети кимось іншим.

## Опис
Імператив — це наказ. Таким чином, «категоричний імператив» можна визначити як «безумовний наказ». Категоричний імператив означає абсолютну і безумовну вимогу, на відміну від гіпотетичного імперативу (умовного наказу), який наказує зробити щось за умови наявності певного бажання чи потреби. Наприклад, гіпотетичний імператив може звучати так: «Якщо хочеш жити довго, з'їдай шість фруктів на день». Або: «Хочеш спекти пиріг — дотримуйся рецепту». Обов'язкова умова виконання наказу — бажання жити довго або спекти торт. Категоричний імператив, навпаки, безумовний: його слід дотримуватися завжди, незалежно від того, які у вас бажання чи потреби. Його слід дотримуватися не задля певних цілей, а заради його самого. Це безумовна і абсолютна форма в якій розум проголошує моральний закон, який найбільш відомий в Кантівських формулюваннях таким чином:

формула універсального закону
|  | Дійте лише згідно з тією максимою, яку ви можете водночас бажати, щоб вона стала універсальним законом. Оригінальний текст (нім.) Handle nur nach derjenigen Maxime, durch die du zugleich wollen kannst, dass sie ein allgemeines Gesetz werde. |

Кант наводить три версії, три формулювання категоричного імперативу. Вище наведено першу версію, першу формулу, яку він називає «формулою універсального закону». «Максима» для Канта — це правило, яке пояснює причину того, що ти робиш; принцип. Принцип універсалізації визначає виправданість моральної норми у відповідності до того, наскільки вона може претендувати на всезагальність.
Приклад: дотримання обіцянок. Уявімо, що мені потрібні гроші. 100 доларів. Вкрай потрібні. І я знаю, що не можу їх повернути найближчим часом. Я приходжу до вас, і роблю неправдиву обіцянку, якої я не можу дотриматися і знаю про це: «Дай мені, будь-ласка, 100 доларів. Позич гроші. Я поверну наступного тижня». Чи відповідає неправдива обіцянка категоричному імперативу? Кант каже, що ні. Щоб перевірити чи справді неправдива обіцянка йде наперекір категоричному імперативу, треба спробувати її універсалізувати. Універсалізуй максиму, згідно якої ти збираєшся діяти. Якби всі робили неправдиві обіцянки, коли їм потрібні гроші, тоді ніхто не вірив би цим обіцянкам. Тому обіцянок як таких не існувало б, і не виникло б протиріччя. Універсалізована максима сама себе підірвала б. Це тест того, чи максима відповідає категоричному імперативу. Так можна визначити, що неправдива обіцянка це неправильно. Причина, чому треба універсалізувати і тестувати максиму полягає в тому, щоб перевірити чи ставиш ти свої бажання і потреби над чужими. Це спосіб вказати на цю особливість, на цю вимогу категоричного імперативу. Причини і виправдання твоїх дій не мають залежати від того, що твої інтереси, потреби, особливості і особливі обставини, важливіші за чужі.
Є інші формулювання того ж самого категоричного імперативу, наприклад:

формула закону природи
|  | ...Чини згідно такої максими, яку ти хотів би бачити всезагальним законом; або так, неначе максима твого вчинку з твоєї волі повинна стати всезагальним законом природи. Оригінальний текст (нім.) Handle nach solchen Maximen, von denen du wollen kannst, dass sie allgemeinen Gesetzen dienen sollen; oder: so, als ob die Maxime deiner Handlung durch deinen Willen zum allgemeinen Naturgesetz werden sollte. |

Приклад: ви опинитеся в дискусії, захоплені, і вам хочеться вдарити співрозмовника. Згідно з категоричним імперативом, потрібно запитати себе: чи хочу я, щоб принцип мого вчинку — «Ви можете вдарити співрозмовника, якщо ви захопитесь» — став законом, який стосується всіх людей? Якщо ви згодні з собою, що не хочете цього, то вам не потрібно робити цю дію. Навпаки, ви бажаєте, щоб максима «Не можна бити співрозмовника, якщо ви в захваті» стала загальним законом.
формула людства
|  | ...Чини так, що ти сприймаєш людство, як в твоїй особі так і в особі будь-кого іншого, завжди як мету і ніколи лише як засіб (чини так, щоб ти завжди ставився до людства і у своїй особі, і в особі будь-кого іншого так само, як до цілі, і ніколи не ставився б до нього тільки як до засобу). Оригінальний текст (нім.) Handle so, dass du die Menschheit sowohl in deiner Person als auch in der Person jedes anderen jederzeit zugleich als Zweck, niemals bloß als Mittel brauchs. |

Таким чином, серед найважливіших моральних принципів філософ наводить не лише повагу до інших, але й повагу до власної особи або почуття власної гідності.
Поведінка людини є моральною, за Кантом, лише за умови, що вона мотивована виключно повагою до морального закону і вільна від позаморальних спонук — себелюбства, бажання щастя, користолюбства.
Категоричний імператив (або моральний імператив) в етиці І. Канта — це моральна норма, яка є формально незалежною у своїй основі від будь-яких фактичних умов людського «хвилювання», яка є безумовно-обов'язковою для виконання при будь-якому наборі наших фактичних цілей. Категоричний імператив Кант вважав вищим принципом етики (загальний обов'язковий моральний закон), який має гранично формальний і всезагальний характер. Це всезагальний принцип, прихований за конкретною багатоманітністю моралі, який (принцип) здатний синтезувати цю багатоманітність. У Канта цей моральний закон виникає не з чисто чуттєвого (матеріального) з усіма його законами (тобто з усіма природними причинно-наслідковими зв'язками), ані з чисто інтелектуального, а із зустрічі цих двох сфер.
Кант стверджував, що гіпотетичні моральні системи не можуть переконати в моральних діях або розглядатися як основа для моральних суджень про інших, оскільки імперативи, на яких вони засновані, надто сильно покладаються на суб'єктивні міркування. Як альтернативу він представив систему деонтологічної моралі, засновану на вимогах категоричних імперативів. Не мету дії, не її продуктивність, а лише намір, тобто відповідність категоричному імперативу, визначають як моральний критерій. Тільки повага до морального закону надає вчинкам людини моральності. Інстанцією, здатною виразити таку повагу до морального закону, є воля, тому етику Канта називають «етикою внутрішнього переконання і доброї волі».

## Природа поняття
За Кантом, існує єдиний фундаментальний моральний принцип: чинити так, аби завжди розглядати інших людей як цілі, а не як засоби. Цей принцип є імперативом (командою), і він є категоричним (застосовується без винятків, у всіх випадках, місцях і обставинах). Він є класичним прикладом етичних теорій, систем моралі, що зосереджуються радше на істинному характері поведінки (і намірах особи), аніж на наслідках цих дій.
Одне з формулювань категоричного імперативу Іммануеля Канта: «Дій лише за тією нормою, яку хочеш бачити універсальним імперативом — нормою для всіх людей і також для тебе… Дій так, щоби завжди ставитися до людей і до себе також — як до мети і ніколи — лише як до засобу». Кант також говорив, що аналізуючи людську діяльність, небезпечно ставити насолоду на перше місце — це загрожує самій сутності моралі…
Категоричний імператив часто плутають із золотим правилом моралі, хоча Кант ставився до золотого правила критично, оскільки бажав абстрагуватися від бажань і думок окремої людини й на перший план ставив абстрактну вірність обов'язку заради обов'язку.